# كييل هوقلند
كييل هوقلند (بالسويدية: Kjell Höglund)‏ هو مغني وكاتب أغاني سويدي، ولد في 8 ديسمبر 1945.

## وصلات خارجية
- كييل هوقلند على موقع IMDb (الإنجليزية)
- كييل هوقلند على موقع روتن توميتوز (الإنجليزية)
- كييل هوقلند على موقع ميوزك برينز (الإنجليزية)
- كييل هوقلند على موقع قاعدة بيانات الأفلام السويدية (السويدية)
- كييل هوقلند على موقع أول ميوزيك (الإنجليزية)
- كييل هوقلند على موقع ديسكوغز (الإنجليزية)
- كييل هوقلند على موقع قاعدة بيانات الفيلم (الإنجليزية)